# Aéroport de Turin-Caselle
L'aéroport Sandro-Pertini de Turin-Caselle (Aeroporto internazionale Sandro Pertini di Torino Caselle) est situé au nord de Turin, desservi par un raccordement autoroutier et par la ligne ferroviaire Turin-Lanzo Torinese. Il est construit sur le territoire des communes de Caselle Torinese, San Francesco al Campo et San Maurizio Canavese. Son nom est celui d'un ancien président de la république italienne.

## Situation

### Carte des aéroports en Italie
| \| 100 km1:7 506 000 \| Abruzzes Alghero Ancône Bari Bergame Bologne Bolzano Brescia Brindisi Cagliari Catane Comiso Grosseto Coni Elbe Florence Foggia Gênes Lamezia Terme Lampedusa Milan L. Milan M. Naples Olbia Palerme Pantelleria Parme Pérouse Pise Reggio de Calabre Rimini Rome C. Rome F. Salerne Trapani Trévise Trieste Turin Venise Vérone |
| 100 km1:7 506 000 |

## Compagnies aériennes et destinations
| Compagnies            | Destinations |
| --------------------- | --- |
| airBaltic             | En saison : Vilnius |
| Air Dolomiti          | Francfort, Munich-F. J. Strauß |
| Air France            | Paris-Charles de Gaulle |
| Binter Canarias       | Las Palmas/Gran Canaria |
| British Airways       | Londres-Gatwick |
| easyJet               | Londres-Gatwick En saison : Bristol, Londres-Luton, Manchester, Olbia-Costa Smeralda |
| Iberia Regional       | Madrid-Barajas |
| ITA Airways           | Rome Léonard-de-Vinci/Fiumicino |
| Jet2.com              | En saison : Birmingham, Édimbourg, Manchester |
| KLM                   | Amsterdam |
| Lumiwings             | Foggia (Gino Lisa) |
| Neos                  | En saison : Ibiza, Minorque-Mahón, Palma de Majorque |
| Royal Air Maroc       | Casablanca-Mohammed-V |
| Ryanair               | - Barcelone-El Prat, - Bari-Karol Wojtyła, - Billund, - Brindisi Papola/Casale, - Cagliari, - Catane-Fontanarossa, - Charleroi Bruxelles-Sud, - Copenhague-Kastrup, - Dublin, - Édimbourg, - Cracovie-Jean-Paul II, - Lamezia Terme, - Lanzarote-Arrecife, - Londres-Stansted, - Madrid-Barajas, - Malaga-Costa del Sol, - Malte, - Marrakech-Ménara, - Naples-Capodichino, - Palerme Falcone-Borsellino, - Paris-Beauvais, - Abruzzes, - Prague-Václav-Havel, - Reggio de Calabre, - Séville-San Pablo, - Stockholm-Arlanda, - Trapani-V. Florio (Birgi), - Valence, - Vilnius, - Wrocław-N. Copernic En saison : - Alicante-Elche, - Birmingham, - Bristol, - Corfou-I. Kapodístrias, - Ibiza, - Londres-Luton, - Manchester, - Porto-F. Sá-Carneiro, - Shannon, - Tel Aviv - Ben Gourion, - Zadar |
| Scandinavian Airlines | En saison : Copenhague-Kastrup En saison charter : Helsinki-Vantaa, Oslo-Gardermoen, Stockholm-Arlanda |
| TUI Airways           | En saison : - Birmingham, - Bristol, - Dublin, - Glasgow, - Londres-Gatwick, - Londres-Stansted, - Manchester, - Newcastle |
| Volotea               | Cagliari, Naples-Capodichino, Olbia-Costa Smeralda, Paris-Orly En saison : - Alghero-Fertilia, - Athènes E.-Venizélos, - Lampédouse, - Minorque-Mahón, - Mykonos, - Pantelleria, - Santorin, - Skiathos-A. Papadiamándis |
| Vueling               | Barcelone-El Prat |
| Wizz Air              | - Bucarest-H. Coandă, - Catane-Fontanarossa, - Craiova, - Iași, - Lamezia Terme, - Naples-Capodichino, - Tirana En saison : Varsovie-Chopin |

## Statistiques
Fréquentation en passagers par année :

### En graphique
Pour des raisons techniques, il est temporairement impossible d'afficher le graphique qui aurait dû être présenté ici.

Voir la requête brute et les sources sur Wikidata.

### Zoom sur l'impact du covid de 2019-2020
Pour des raisons techniques, il est temporairement impossible d'afficher le graphique qui aurait dû être présenté ici.

Voir la requête brute et les sources sur Wikidata.

### En tableau
- 1994 : 1 758 936
- 1995 : 1 836 407
- 1996 : 2 009 532
- 1997 : 2 391 902
- 1998 : 2 464 173
- 1999 : 2 498 775
- 2000 : 2 814 850
- 2001 : 2 820 762
- 2002 : 2 787 091
- 2003 : 2 820 448
- 2004 : 3 141 888
- 2005 : 3 148 807
- 2006 : 3 260 974
- 2007 : 3 509 253
- 2008 : 3 420 833
- 2009 : 3 227 258
- 2010 : 3 560 169
- 2011 : 3 710 485
- 2012 : 3 521 847
- 2013 : 3 160 287
- 2014 : 3 431 986